# Angélica, mi vida
Angélica, mi vida es una telenovela estadounidense grabada en la ciudad de Miami y producida por Ángel del Cerro en el año 1988, en cooperación con Capitalvision International Corporation, para la cadena estadounidense Telemundo.
En 1988, entonces conocido Canal 2 (hoy Telemundo PR) de Telemundo Network, había dado fin a casi treinta años de producción de telenovelas nacionales en la isla (entre cuales eran Cristina Bazán, El ídolo, Viernes social, Coralito, Tanairí, Preciosa, Andrea y Pacto de amor). La empresa movió su industria de producción de telenovelas a Miami y allí produjeron su primera telenovela Angélica, mi vida para recién creado Telemundo Miami.

## Sinopsis
La historia gira en torno a 3 familias latinas que viven en Estados Unidos. Una cubana, una puertorriqueña y la otra mexicana. Las tres reflejan el deseo de éxito y superación que prevalece entre los inmigrantes latinos. El interés romántico trascurre entre Angélica (Laura Fabián), una maestra de educación especial y Alfredo (Carlos Montalvo) proveniente de una familia que tiene un negocio floreciente alimentos. pero ella tendrá que competir con otras dos mujeres por el mismo hombre, que utilizaran una red de intrigas para separarlos pero lo que no sospechan es que el romance puede estar en peligro, debido a que un oscuro secreto puede destruir el angelical amor de esta pareja, condenandolos a la posibilidad de una relación con tintes incestuosos porque él puede ser su primo hermano.

## Elenco
- Laura Fabián .... Angélica
- Carlos Montalvo .... Alfredo
- Alicia Montoya .... Inés
- Teresa Yenque .... Amanda
- Kenya Hernández .... Sonia
- James Víctor .... Jaime
- Zaide Silvia Gutiérrez .... Laura
- Jorge Villanueva .... José Luis
- Ana M. Martínez Casado .... Raquel
- Bertila Damas .... Marta
- Jorge Luis Morejón .... Raúl
- Arturo Peniche .... Gonzalo
- Marcos Beatancourt .... César
- Germán Barrios .... Pedro Juan
- Gloria Hayes .... Julie
- Gerardo Lugo .... Carlos
- Ivette Rodríguez .... Lily refleja
- Alejandro Joglar .... Freddie
- Ava Alers .... Delfina
- Tomás Goros .... Ricardo
- Ricardo Pald .... Paul
- Ilka Tanya Payán .... Carmen Delia
- Jorge Luis Ramos .... Alejandro
- Alba Raquel Barros .... Sasha
- Rosa Blanca Menéndez .... Edith
- Lucianne Silva .... Susana
- Jaime Bello .... Walter
- Lourdes Morán .... María
- Osvaldo Ríos .... Dan
- Carlos Llerandi .... Padre Nolan
- Eusebia Beatancourt .... Maggie

## Producción
- Dirección: Grazio D'Angelo
- Producción general: Ángel del Cerro, José Enrique Crousillat
- Guion: Mirelsa Modestti, Carmen Daniels, René Rodríguez